# Silvio Cadelo
Silvio Cadelo (Modena, 10 oktober 1948) is een Italiaans stripauteur en illustrator. 
Hij groeide op met fumetti, de Italiaanse populaire strips zoals Tex Willer, en met Amerikaanse comics. Vanaf 12 jaar volgde hij lessen aan een tekenacademie. Cadelo engageerde zich in de linkse revolutionaire beweging en was actief in het toneel en de mode. Na kennismaking met het werk van Moebius in het tijdschrift Métal hurlant begon hij als striptekenaar. Hij werkte samen met de Italiaanse scenarist Tettamanti en zijn korte strips werden gepubliceerd in de stripbladen Linus, Alter en Frigidaire. Skeol, een zwart-wit bundeling van deze strips, werd zijn eerste album en dit werd opgemerkt in Frankrijk. Hij kon samenwerken met scenarist Alejandro Jodorowsky en vestigde zich later ook in Frankrijk (in Pontoise). In zijn strips creëert hij op zichzelf staande werelden en hij is het bekendst van zijn eenbenige figuren in Envie de chien, die in 1987 eerst gepubliceerd werd in het stripblad A Suivre. Deze figuren komen terug in Les enfants de Lutèce, waarin Envie de chien probeert de plannen van zijn tweelingzus te stoppen, tegen de achtergrond van een Parijs met honderd Eiffeltorens.
Cadelo was vanaf de jaren 2010 minder actief in de stripwereld en legde zich meer toe op animatie en illustratie.